# Хојерсен
Хојерсен (њем. Heuerßen) општина је у њемачкој савезној држави Доња Саксонија. Једно је од 38 општинских средишта округа Шаумбург. Према процјени из 2010. у општини је живјело 1.017 становника. Посједује регионалну шифру (AGS) 3257015.

## Географски и демографски подаци
Хојерсен се налази у савезној држави Доња Саксонија у округу Шаумбург. Општина се налази на надморској висини од 144 метра. Површина општине износи 4,0 km². У самом мјесту је, према процјени из 2010. године, живјело 1.017 становника. Просјечна густина становништва износи 256 становника/km².